# Лебединая (приток Туманной)
Лебединая (устар. Тимаки) — небольшая река в Хасанском районе Приморского края Российской Федерации. Является последним притоком Туманной, впадая в неё слева.

## Гидрография
Протекает целиком по территории России в низинной, местами заболоченной пойме Туманной, в пределах бывшей дельты реки. Общая длина реки достигает 7 километров; её воды питают озеро Лебединое, отгороженное от Японского моря песчаной косой Молочный вал. По выходе из озера через 0,3 км Лебединая впадает в Туманную, являясь также единственным её притоком на территории России.

## Территориальный вопрос
В 1990 году СССР и КНДР подписали договор об установлении линии государственной границы по фарватеру Туманной, благодаря чему территория бывшего острова Ноктундо площадью 32 км², в пределах которого течёт Лебединая, получившая своё современное название в ходе русификации китайских топонимов в 1974 году, была окончательно признана советской и закреплена за РСФСР. Эту сделку однако не признала Южная Корея, которая продолжает считать территорию Ноктундо и бассейн реки Лебединой своими.